# Agesipoli II
Agesipoli II (in greco antico: Ἀγησίπολις?, Agesìpoli, in latino Agesipŏlis; ... – 370 a.C.) fu re di Sparta dal 371 al 370 a.C. della dinastia degli Agiadi.

## Biografia
Succedette al padre Cleombroto I, morto nella battaglia di Leuttra del 371 a.C., ma morì un anno dopo senza eredi. Gli succedette il fratello Cleomene II.